# 1236 dans les croisades
Cette page regroupe les évènements concernant les Croisades qui sont survenus en 1236 :
- 29 juin : Ferdinand III de Castille prend Cordoue (Reconquista)[1].
- mort de Jean d'Ibelin, le vieux sire de Beyrouth. Son fils Balian lui succède[2].